# Aéroport international de Hobart

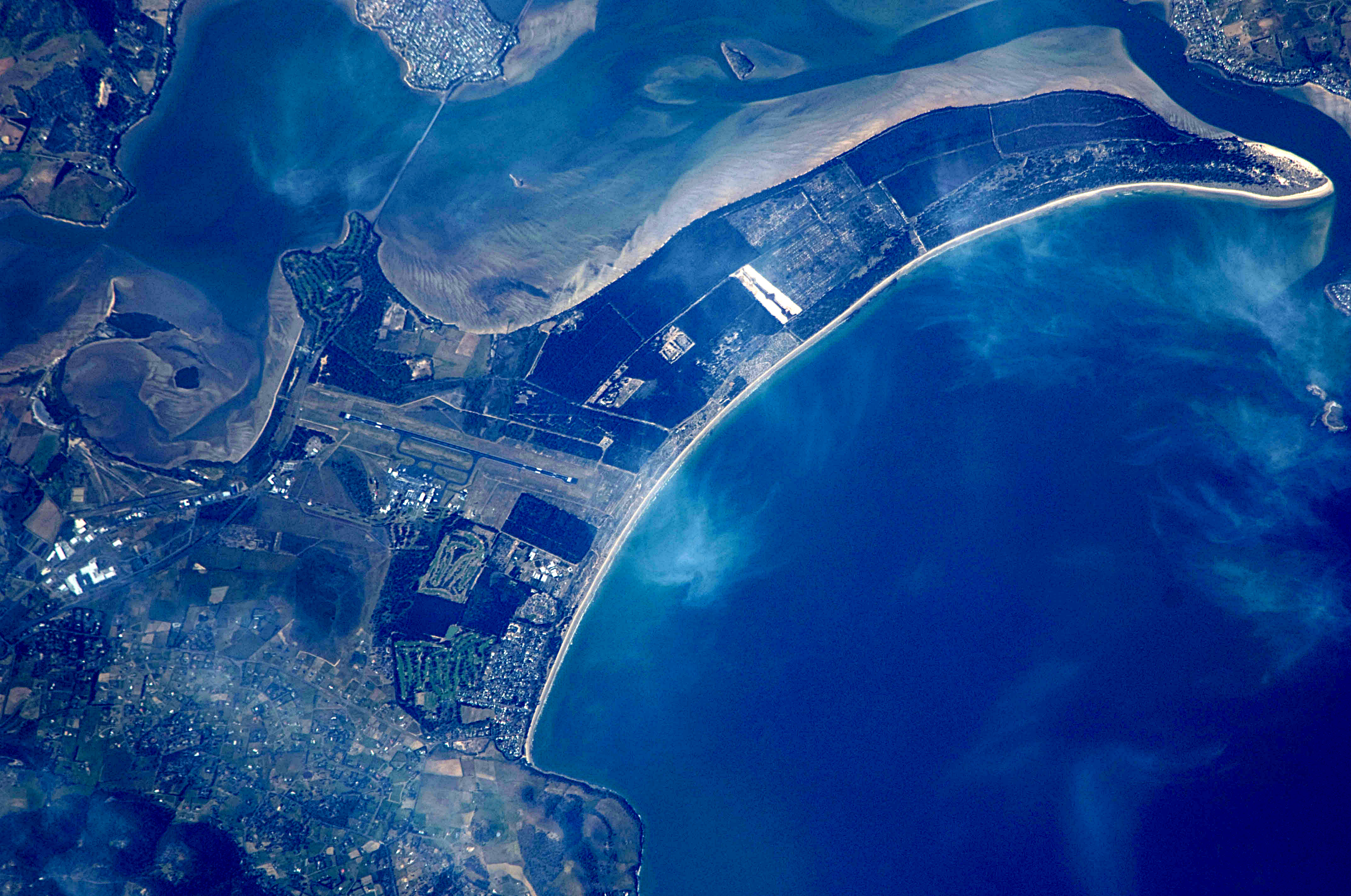
Vue aérienne de l'aéroport

L'aéroport international de Hobart (code IATA : HBA • code OACI : YMHB) est un aéroport situé à Cambridge, à 17 kilomètres au nord-est de Hobart. Il est le plus important aéroport en Tasmanie.
Du fait de sa situation géographique, Skytraders assure des vols réguliers à destination de l'Antarctique, au nom de la Division Antarctique Australienne à l'aide d'un Airbus A319.
L'aéroport international de Hobart a été ouvert en 1956 et privatisé en 1988. Occupant environ 565 hectares  de terres, l'aéroport est situé sur une péninsule étroite.
Dans l'année financière 2010-11, l'aéroport a accueilli 1 903 000 passagers, faisant de l'aéroport le neuvième aéroport le plus important d'Australie.

## Histoire
Avant l'existence de l'aéroport, la région est desservie par l'aérodrome de Cambridge, un petit aéroport situé à proximité du site existant. L'activité prenant de l'importance, il était clair que l'aéroport de Cambridge n'était plus adapté que pour de l'aviation légère. En juin 1948, le Premier Ministre Ben Chifley a annoncé la construction d'un nouvel aéroport à Llanherne. L'aéroport de Hobart a été commandé en 1956. Il a d'abord été nommé Aéroport de Llanherne, d'après le nom du lieu-dit sur lequel il était construit, mais le nom est tombé depuis en désuétude. Dans sa première année de fonctionnement, l'aéroport a accueilli 120 086 passagers et 11 724 tonnes de fret, se classant cinquième en Australie.
En 1957, l'aéroport se compose d'une petite aérogare, qui demeure à l'extrémité sud-est de l'actuel terminal, deux hangars de fret, d'un dépôt de carburant, une station météo, et des bureaux. En 1964, le Gouvernement Fédéral a rallongé la piste pour permettre l'accueil des avions à réaction. La piste a été prolongée de nouveau en 1985 pour accueillir de plus gros avions comme le Boeing 747 et l'Antonov 124. L'actuel terminal domestique a été officiellement inauguré en avril 1976 et le terminal international de l'aéroport en 1986. Le Gouvernement Fédéral fédère le fonctionnement de l'aéroport, en janvier 1988, avec la création de la Société Fédérale des Aéroports.

### Privatisation

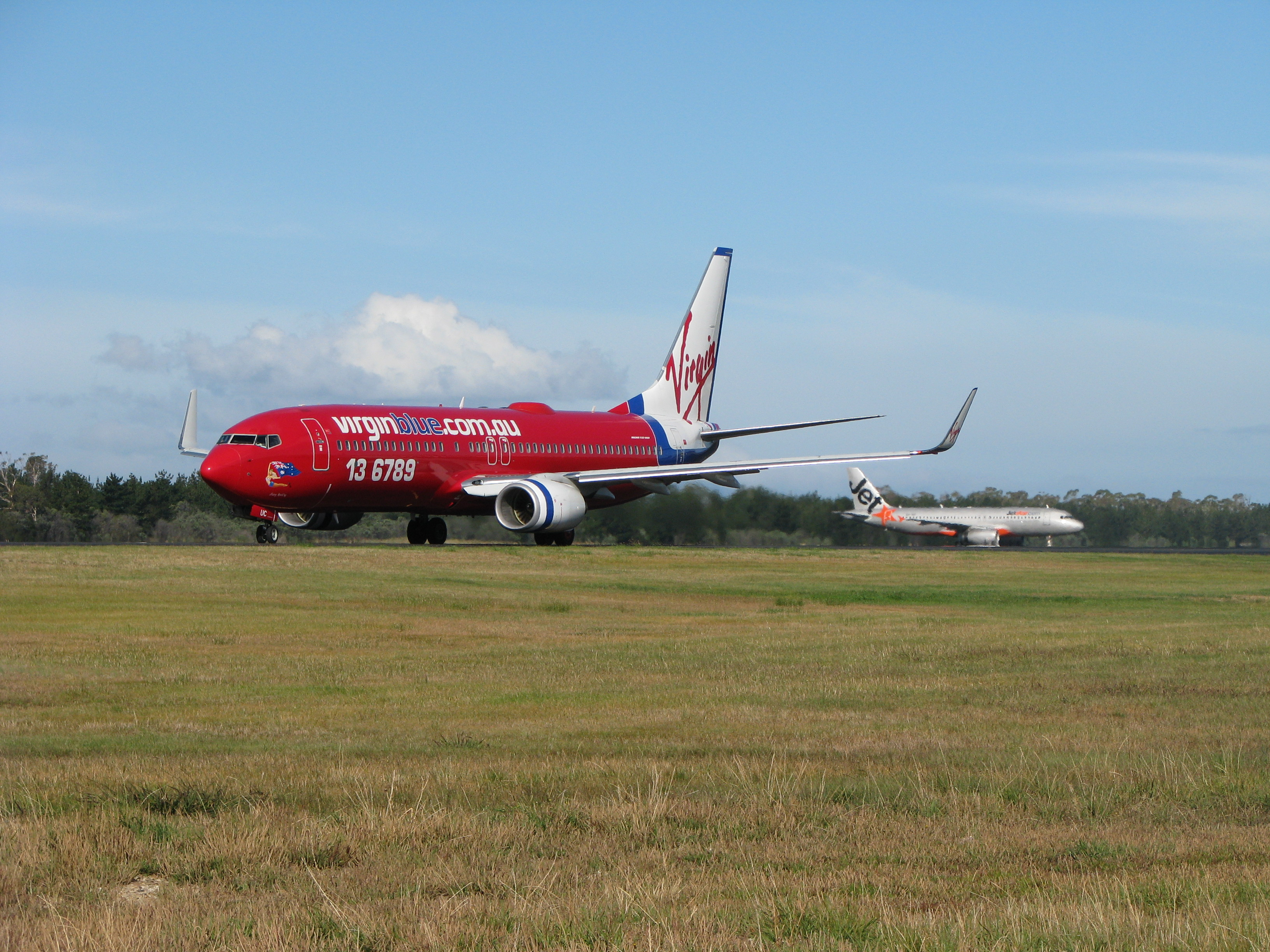
Virgin Blue & Jetstar sur le tarmac

Le 11 juin 1998, l'aéroport de Hobart a été privatisée, avec un bail de 99 ans achetés par Hobart Aéroport International Pty Ltd, une société du Gouvernement de Tasmanie gérée l'Hobart Ports Corporation. En 2004, le terminal domestique a été réaménagé pour la première fois en 30 ans. Ce développement a impliqué la modernisation du terminal, le déplacement de la magasins de détail à l'intérieur de la zone de sécurité, le réaménagement du parking et le déplacement des services de voiture de location vers un nouveau bâtiment. En 2005, l'aéroport de Hobart a atteint un niveau record de passagers annuels et il a été décidé d'avancer des plans de mise à niveau de la capacité de l'aéroport.
En décembre 2007, le Gouvernement de Tasmanie a vendu la Tasmanie Ports Corporation pour 350 millions de $ à la Tasmanian Gateway Consortium, un consortium privé composé de Macquarie Capital (l'un des fonds de Macquarie Group) et du fonds de retraite public de Tasmanie.

## Situation
| Alice Springs Sydney Melbourne Brisbane Perth Adélaïde Darwin Gold Coast Cairns Hobart Canberra Townsville Launceston Newcastle Mackay Sunshine Coast Port Hedland Ayers Rock-Uluru |

## Installations

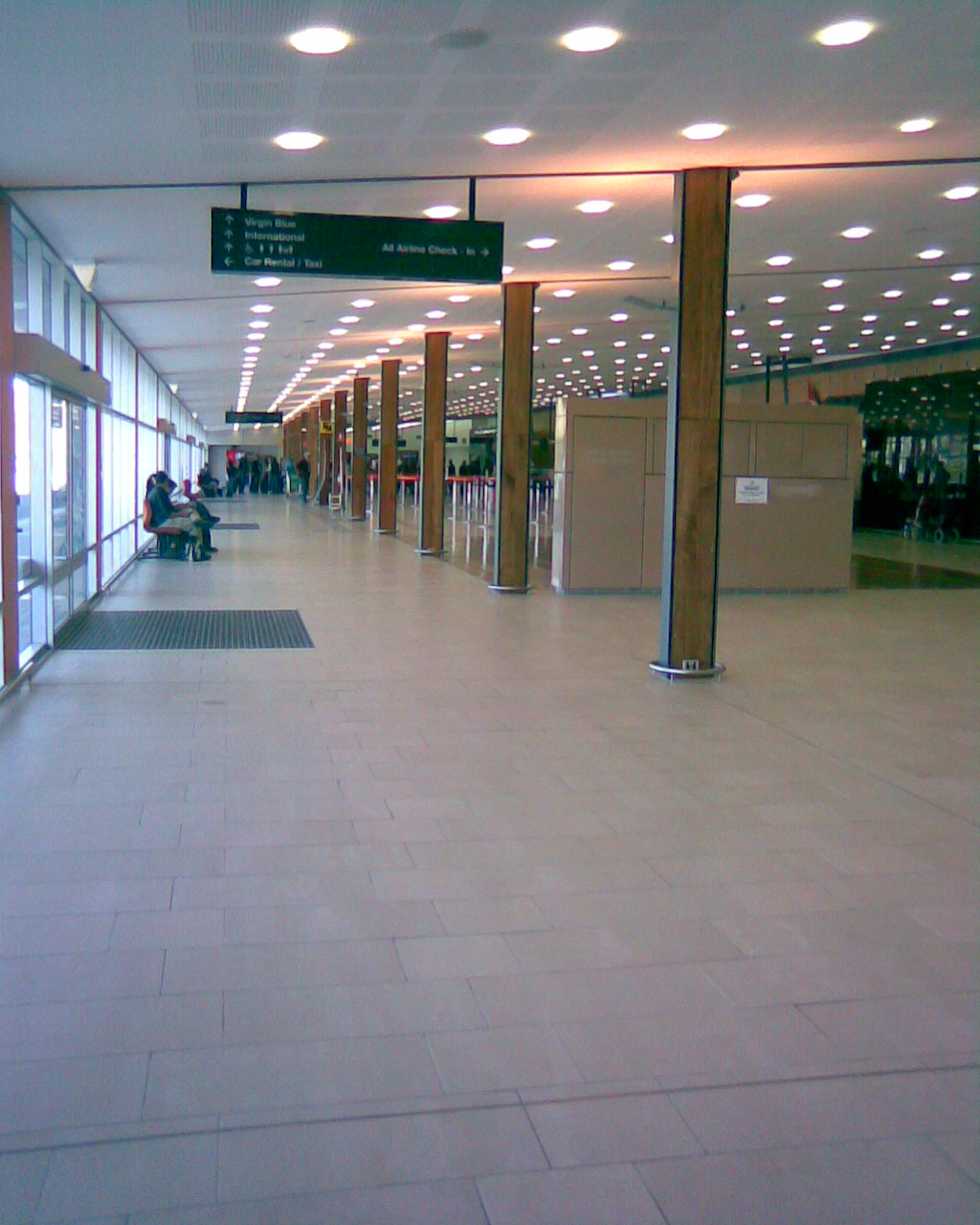
Zone d'enregistrement

L'aéroport de Hobart dispose de deux terminaux. En 2007, les deux terminaux sont connectés pour un montant de 15 millions de dollars, pour répondre à la nouvelle législation du Commonwealth qui exige que tous les bagages soient radiographiés. L'aéroport dispose actuellement d'un tarmac commun pour tous les vols et appareils.

### Terminal domestique
L'actuel terminal domestique a été ouvert en 1976 et a été élargi à plusieurs reprises. L'extrémité sud-est de l'édifice renferme un Qantas Club et sert de  zone d'arrivée pour Qantas et Jetstar Airways, tandis que l'extrémité nord-ouest de l'édifice est utilisé par Virgin Australia et Tiger Airways Australia.

### Terminal international
Le terminal international a été créé en 1983 afin de faciliter le trafic de Trans-Tasman. En 1985, le terminal a été mis à niveau en même temps que la piste. Il n'y a pas eu d'activité internationale régulière depuis 1998, lorsque Air New Zealand a suspendu ses activités vers Christchurch. À l'heure actuelle, le terminal est utilisé par Virgin Australia et Tiger Airways pour les vols intérieurs, ainsi que Skytraders pour les vols à destination de l'Antarctique, ainsi que par des vols charters de First Choice Airways.

### Fret

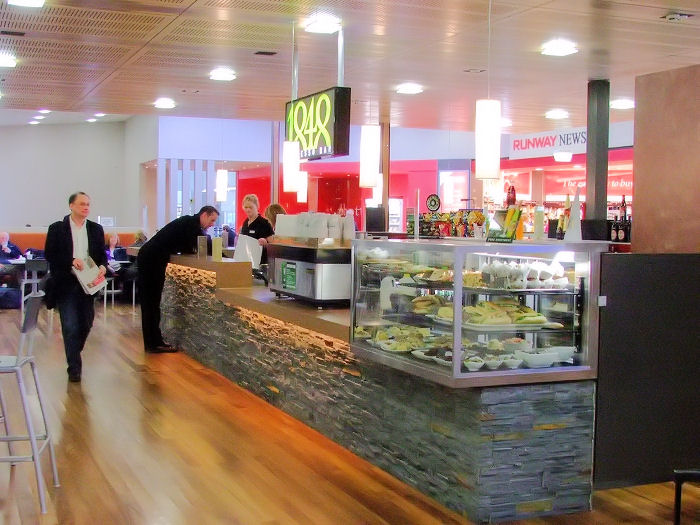
Café

Il y a deux zones de fret à l'aéroport, utilisées par Australian airExpress, Toll Air et Virgin Australia. L'installation comprend deux bâtiments sur une surface totale de près de 10 000 m2, y compris le tarmac. En janvier 2007, Virgin Blue (maintenant Virgin Australia) et Toll Air ont ouvert une installation de 1 000 m2 au nord du terminal international.

### Piste

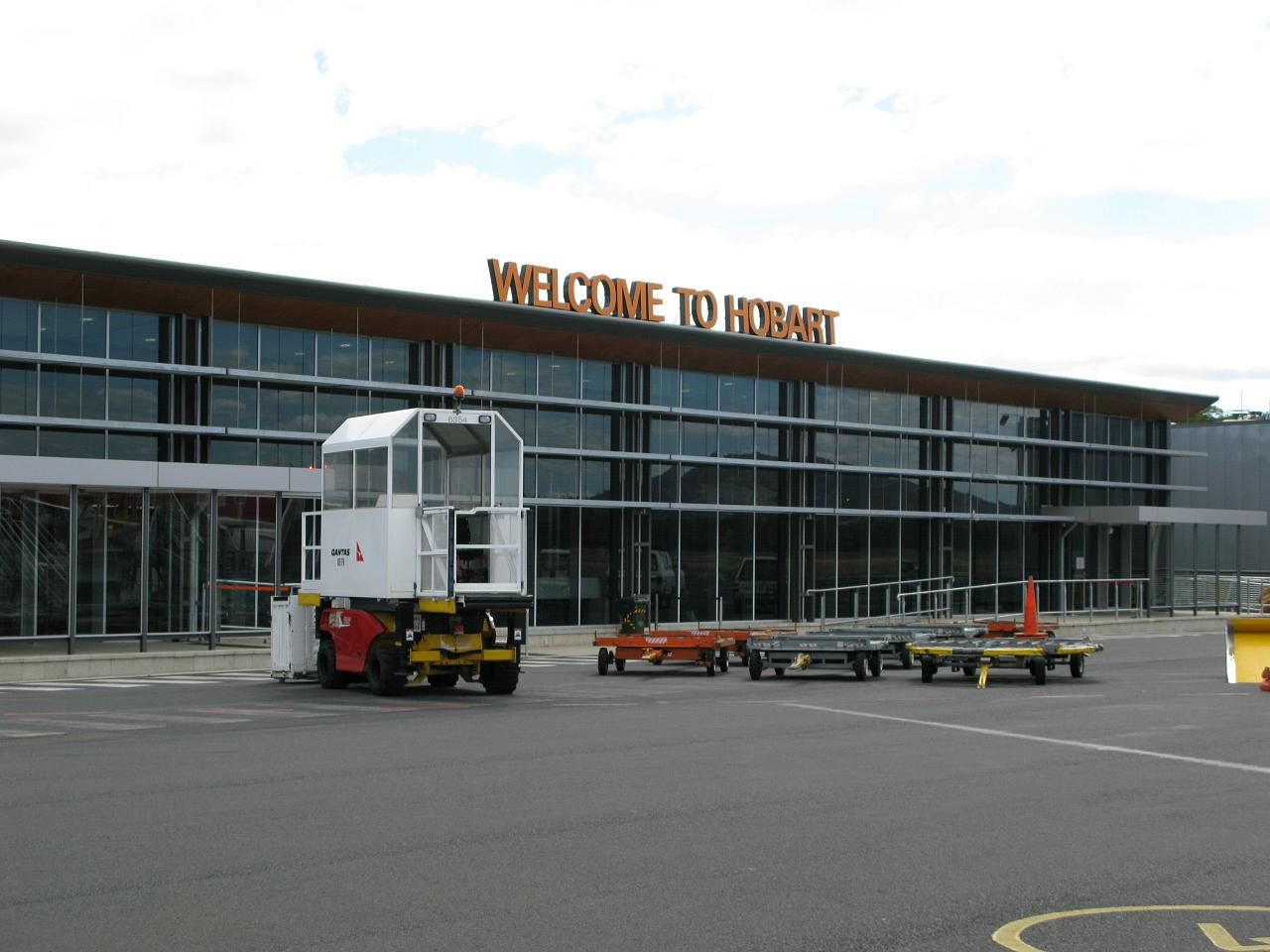
Terminal domestique vu depuis le tarmac

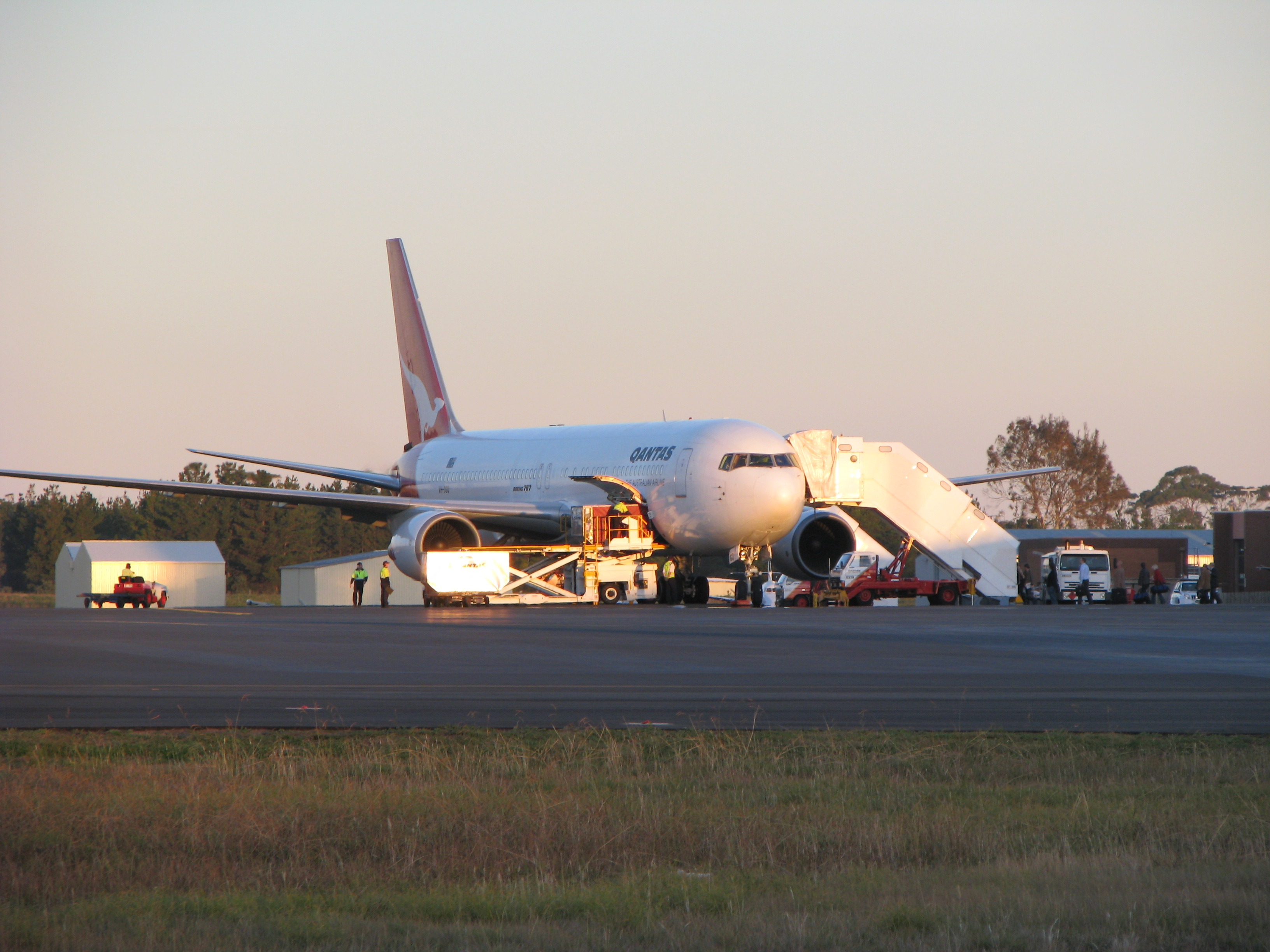
Un Boeing 767-300 de Qantas à l'aéroport de Hobart

L'aéroport de Hobart possède une piste, 12/30, qui est orientée du nord–ouest au sud–est  de 2 251 mètres sur 45, en béton bitumineux. Elle est conforme aux standards de l'Autorité de la Sécurité de l'Aviation Civile.

### Hôtel
En décembre 2005,  le promoteur Ali Sultan propose la construction d'un hôtel quatre étoiles de 60 chambres. L'hôtel, nommé le Quality Hôtel Hobart Airport, a été inauguré le 1er décembre 2008. L'hôtel compte 78 chambres, un restaurant/café et un espace de réunion et de conférence. L'hôtel emploie 25 personnes.

## Compagnies aériennes et destinations
| Compagnies                           | Destinations                                                |
| ------------------------------------ | ----------------------------------------------------------- |
| Jetstar Airways                      | Adélaïde, Brisbane, Melbourne-Tullamarine, Sydney-K. Smith  |
| Qantas                               | Melbourne-Tullamarine, Sydney-K. Smith En saison : Brisbane |
| QantasLink opéré par Cobham Aviation | Sydney-K. Smith                                             |
| Skytraders                           | En saison Charter : Piste en glace de Wilkins (en)          |
| Virgin Australia                     | Brisbane, Melbourne-Tullamarine, Perth, Sydney-K. Smith     |

Édité le 10/11/2018

### Fret
| Compagnies                                            | Destinations                    |
| ----------------------------------------------------- | ------------------------------- |
| Qantas Freight opéré par Express Freighters Australia | Brisbane, Launceston, Melbourne |

## Chiffres et statistiques
| Rang | Aéroport  | Passagers (en milliers) | variation en % |
| ---- | --------- | ----------------------- | -------------- |
| 1    | Melbourne | 1,540.0                 | 4.9            |
| 2    | Sydney    | 600.9                   | 11.6           |
| 3    | Brisbane  | 203.7                   | 3.2            |

### En graphique
Le graphique qui aurait dû être présenté ici ne peut pas être affiché car il utilise l'ancienne extension Graph, désactivée pour des questions de sécurité. Des indications pour créer un nouveau graphique avec la nouvelle extension Chart sont disponibles ici.

Voir la requête brute et les sources sur Wikidata.
| Année   | Mouvements de passagers |
| ------- | ----------------------- |
| 2001-02 | 958000                  |
| 2002-03 | 1010000                 |
| 2003-04 | 1226000                 |
| 2004-05 | 1523000                 |
| 2005-06 | 1606000                 |
| 2006-07 | 1629000                 |
| 2007-08 | 1758000                 |
| 2008-09 | 1869000                 |
| 2009-10 | 1856000                 |
| 2010-11 | 1903000                 |